# Белоярски (град)
Белоярски (на руски: Белоярский; на хантийски: Нуви сӑңхум) е град в Русия, разположен в Уралски федерален окръг. Той е административен център на Белоярски район, Ханти-Мансийски автономен окръг - Югра, Тюменска област. Населението на града към 1 януари 2018 година е 19 825 души.

## История
Селището е основано през 1969 година, през 1988 година получава статут на град.